# Run the Jewels 3
Run the Jewels 3 è il terzo album in studio del duo hip hop Run the Jewels, formato dai rapper Killer Mike ed El-P. L'album è pubblicato il 24 dicembre 2016 in formato digitale e il 13 gennaio del 2017 in copia fisica ed è distribuito da Run the Jewels, Inc. e da RED. L'album raggiunge la prima posizione tra gli R&B/Hip-Hop e tra gli album rap, oltre alla posizione numero 13 nella Billboard 200.
Metacritic dà all'album una valutazione di 88/100 basata su 33 recensioni, a indicare un plauso universale. Il sito AnyDecentMusic? vota Run the Jewels 3 8.5/10.
| Recensione      | Giudizio |
| --------------- | -------- |
| AllMusic        | [ 3 ]    |
| The A.V. Club   | B+       |
| The Guardian    | [ 5 ]    |
| Chicago Tribune | [ 6 ]    |
| The Independent | [ 7 ]    |
| NME             | [ 8 ]    |
| Pitchfork       | 8.6/10   |
| Q               | [ 10 ]   |
| Rolling Stone   | [ 11 ]   |
| Vibe            | A−       |

## Tracce
1. Down (featuring Joi) – 3:29 (testo: Jaime Meline, Michael Render)
2. Talk to Me – 2:31 (testo: Meline, Render)
3. Legend Has It – 3:25 (testo: Meline, Render)
4. Call Ticketron – 3:18 (testo: Meline, Render)
5. Hey Kids (Bumaye) (featuring Danny Brown) – 3:11 (testo: Meline, Render, Daniel Sewell)
6. Stay Gold – 3:27 (testo: Meline, Render)
7. Don't Get Captured – 3:12 (testo: Meline, Render)
8. Thieves! (Screamed the Ghost) (featuring Tunde Adebimpe) – 4:02 (testo: Meline, Render, Jordan Asher)
9. 2100 (featuring Boots) – 4:01 (testo: Meline, Render, Asher)
10. Panther Like a Panther (Miracle Mix) (featuring Trina) – 3:41 (testo: Meline, Render)
11. Everybody Stay Calm – 2:58 (testo: Meline, Render)
12. Oh Mama – 3:36 (testo: Meline, Render)
13. Thursday in the Danger Room (featuring Kamasi Washington) – 4:22 (testo: Meline, Render)
14. A Report to the Shareholders / Kill Your Masters – 6:14 (testo: Meline, Render, Zack de la Rocha)

Durata totale: 51:27

## Classifiche

### Classifiche settimanali
| Classifica (2016)                | Posizione massima |
| -------------------------------- | ----------------- |
| Australia                        | 36                |
| Austria                          | 60                |
| Belgio (Fiandre)                 | 32                |
| Belgio (Vallonia)                | 107               |
| Canada                           | 34                |
| Francia                          | 126               |
| Germania                         | 59                |
| Irlanda                          | 47                |
| Nuova Zelanda Heatseekers Albums | 2                 |
| Paesi Bassi                      | 49                |
| Scozia                           | 24                |
| Regno Unito                      | 38                |
| Stati Uniti                      | 13                |
| US Independent Albums            | 2                 |
| US Rap Albums                    | 1                 |
| US Tastemaker Albums             | 1                 |
| US Top R&B/Hip-Hop Albums        | 1                 |
| US Vinyl Albums                  | 1                 |